# (181871) 1999 CO153
(181871) 1999 CO153, também escrito como (181871) 1999 CO153, é um objeto transnetuniano que está localizado no cinturão de Kuiper, uma região do Sistema Solar. Este objeto está em uma ressonância orbital de 4:7 com o planeta Netuno. O mesmo possui uma magnitude absoluta de 7,4 e, tem um diâmetro com cerca de 146 km.

## Descoberta
(181871) 1999 CO153 foi descoberto no dia 12 de fevereiro de 1999 por Chadwick Trujillo, Jane Luu e David Jewitt.

## Órbita
A órbita de (181871) 1999 CO153 tem uma excentricidade de 0.089, possui um semieixo maior de 43,665 UA e um período orbital de cerca de 289 anos. O seu periélio leva o mesmo a uma distância de 47,455 UA em relação ao Sol e seu afélio a 49,485 UA.